# Tshepo Motlhabankwe
Tshepo Motlhabankwe (17 marzo 1980) è un calciatore botswano, difensore del Township Rollers.

## Carriera

### Club
Ha sempre giocato nel campionato botswano, in cui ha esordito nel 2003.

### Nazionale
Ha esordito con la nazionale nel 2004.

## Palmarès

### Club

#### Competizioni nazionali
- Campionato botswano: 3

Mochudi Centre Chiefs: 2007-2008, 2011-2012, 2012-2013
- FA Challenge Cup: 1

Mochudi Centre Chiefs: 2008
- Orange Kabelano Charity Cup: 3

Mochudi Centre Chiefs: 2005, 2008, 2013